# 僕等 バラ色の日々
「僕等 バラ色の日々」（ぼくら バラいろのひび）は、鬼束ちひろの13枚目のシングル。

## 解説
2007年9月19日に発売。作詞・作曲は鬼束ちひろ、編曲・音楽プロデュースは小林武史。弦編曲は小林武史・四家卯大。
小林武史プロデュース第2弾作品。2007年8月2日にオフィシャルホームページで配信されたMAIL NEWSの第1号が、このシングルの発売告知であった。
アルバム『LAS VEGAS』の発売に先駆け、同作品発売日から特設サイトが開設され、アルバム収録曲がいち早く試聴できるキャンペーンが行われた。なお、ConnecteD専用サイトのため、同作品をパソコンのCD-ROMドライブに入れなければアクセスできない。鬼束ちひろの作品の中でConnecteD対応CDとなったのは今作が初めてである。また、アンケートサイトも開設され、アンケートに回答するとオリジナル直筆サインの待ち受け画像や着ボイス3種類がダウンロードできるキャンペーンも期間限定で行われた。
オリコンウィークリーシングルチャートでは初登場13位と、3枚目のシングル「Cage」（最高位15位）以来6年10ヶ月振りにオリコントップ10割れを記録し、初動売上枚数も前作の「everyhome」を下回った（「シングルBOX」を除く）。

## 収録曲
1. 僕等 バラ色の日々 [5:07]
  - 作詞・作曲：鬼束ちひろ／編曲：小林武史／弦編曲：小林武史・四家卯大

ピアノとストリングスを基調としたロックバラードで、ピアノの重低音を重視したり打ち込みのドラムスを使用するなど、活動休止以前にはなされなかった方法が試みられている。同年9月に発売された『ROCKIN'ON JAPAN』10月号（ロッキング・オン社刊）の記事によれば、楽曲そのものは2004年初夏、移籍前に書かれたものであり、レコーディングは2年前の活動休止中に済ませたものであるという。
タイトルの『バラ色の日々』とは、本人曰く「字面で見れば楽しいイメージであるも（そのイメージを）繰り返し求めることに対する皮肉を込めている」ということであり、楽曲全体の世界観を「その何度も何度も繰り返す行為が表す人生観を絶望的にぼんやり見ている感じ」「絶望と手をつないで歩いている感じ」と説明している。楽曲はバラの花びらがくるくると旋回しているイメージで書き上げたという。本人は黒に近い真紅のバラが好きであるという。
2. NOW [4:11]
  - 作詞・作曲：鬼束ちひろ／編曲：小林武史／弦編曲：小林武史・四家卯大

2004年に「育つ雑草」のカップリング曲として発表した「Rainman」以来の英語詞楽曲。『ROCKIN'ON JAPAN』10月号の記事によれば、楽曲は「僕等 バラ色の日々」と同時期に出来たもので、本人曰く「このメロディだったら英語」という理由で英語詞で書き上げられた。
復帰作となった「everyhome」やアルバム『LAS VEGAS』収録の「Angelina」同様、『ROCKIN'ON JAPAN』2007年3月号に、鬼束ちひろ復帰の記事と共に曲名のみ掲載されていた。そのため復帰後の曲の中では最も早く存在が明らかになった曲の1つ。記事では「ピアノとチェロと歌だけにもかかわらずロックの本来的な力強さを帯びている曲」と評価されている。

## 収録アルバム
僕等  バラ色の日々
- 『LAS VEGAS』
- 『GOOD BYE TRAIN 〜ALL TIME BEST 2000-2013』
- 『REQUIEM AND SILENCE』

NOW
- 『GOOD BYE TRAIN 〜ALL TIME BEST 2000-2013』